# Eishockey-Eredivisie (Belgien) 1997/98
Die Saison 1997/98 war die 78. Spielzeit der Eredivisie, der höchsten belgischen Eishockeyspielklasse. Meister wurde zum insgesamt siebten Mal in der Vereinsgeschichte HYC Herentals.

## Modus
In der Hauptrunde absolvierten die acht Mannschaften jeweils 28 Spiele. Die vier bestplatzierten Mannschaften qualifizierten sich für die Playoffs, in denen der Meister ausgespielt wurde. Für einen Sieg erhielt jede Mannschaft drei Punkte, bei einem Unentschieden gab es einen Punkt und bei einer Niederlage null Punkte.

## Hauptrunde

### Tabelle
|    | Klub                      | Sp | S  | U | N  | T   | GT  | Punkte |
| -- | ------------------------- | -- | -- | - | -- | --- | --- | ------ |
| 1. | HYC Herentals             | 28 | 27 | 0 | 1  | 392 | 92  | 54     |
| 2. | IHC Leuven                | 28 | 19 | 1 | 8  | 236 | 98  | 39     |
| 3. | Griffoens Geel            | 28 | 18 | 1 | 9  | 233 | 142 | 37     |
| 4. | Olympia Heist op den Berg | 28 | 16 | 2 | 10 | 245 | 192 | 32*    |
| 5. | Yeti Bears Eeklo          | 28 | 12 | 2 | 14 | 209 | 253 | 26     |
| 6. | Brussels Royal IHSC       | 28 | 8  | 1 | 19 | 140 | 253 | 17     |
| 7. | Phantoms Deurne II        | 28 | 5  | 1 | 22 | 106 | 257 | 11     |
| 8. | White Caps Turnhout       | 28 | 3  | 0 | 25 | 66  | 340 | 6      |

Sp = Spiele, S = Siege, U = Unentschieden, N = Niederlagen
- (* Olympia Heist op den Berg wurden zwei Punkte abgezogen)

## Playoffs

### Halbfinale
- IHC Leuven – Griffoens Geel 3:4/5:4
- Olympia Heist op den Berg – HYC Herentals 5:8/3:10

### Spiel um Platz drei
- Griffoens Geel – Olympia Heist op den Berg 10:7/4:9

### Finale
- IHC Leuven – HYC Herentals 2:13/1:8